# Беллами, Джордж Энн
Джордж Энн Беллами (англ. George Anne Bellamy; ок. 1727, Фингал — 16 февраля 1788, Лондон) — английская театральная актриса ирландского происхождения. Играла в театрах Лондона, Дублина и Эдинбурга. Известна исполнением трагических ролей в пьесах Шекспира, а также как автор мемуаров.

## Биография
Джордж Энн Беллами родилась около 1727 года в Ирландии. Её мать, мисс Сил (Seal), происходившая из квакерской семьи, в четырнадцатилетнем возрасте сбежала из школы с Джеймсом О’Хара, бароном Тайроули. Впоследствии он был назначен послом в Лиссабоне, и, после недолгой театральной карьеры в Дублине, мисс Сил последовала за ним. По его настоянию она вышла замуж за капитана Беллами, и вскоре, к негодованию капитана, у неё родилась дочь. После этого капитан уехал, а лорд Тайроули признал ребёнка своим. Имя «Джордж Энн» она получила по ошибке: при крещении священник неправильно расслышал имя «Джорджиана».
Когда девочке исполнилось пять лет, отец отправил её на обучение в монастырь во Франции, в Булони, где она провела шесть лет. Вернувшись в Лондон, она поселилась у одной из бывших служанок отца. Отправившись в качестве посла в Россию, О’Хара продолжал посылать дочери содержание, однако перестал, когда она приняла решение жить со своей матерью, которая стала актрисой. В этот период Джордж Энн познакомилась с известными актёрами, а также с театральным менеджером Джорджем Ричем, и приняла решение играть на сцене.

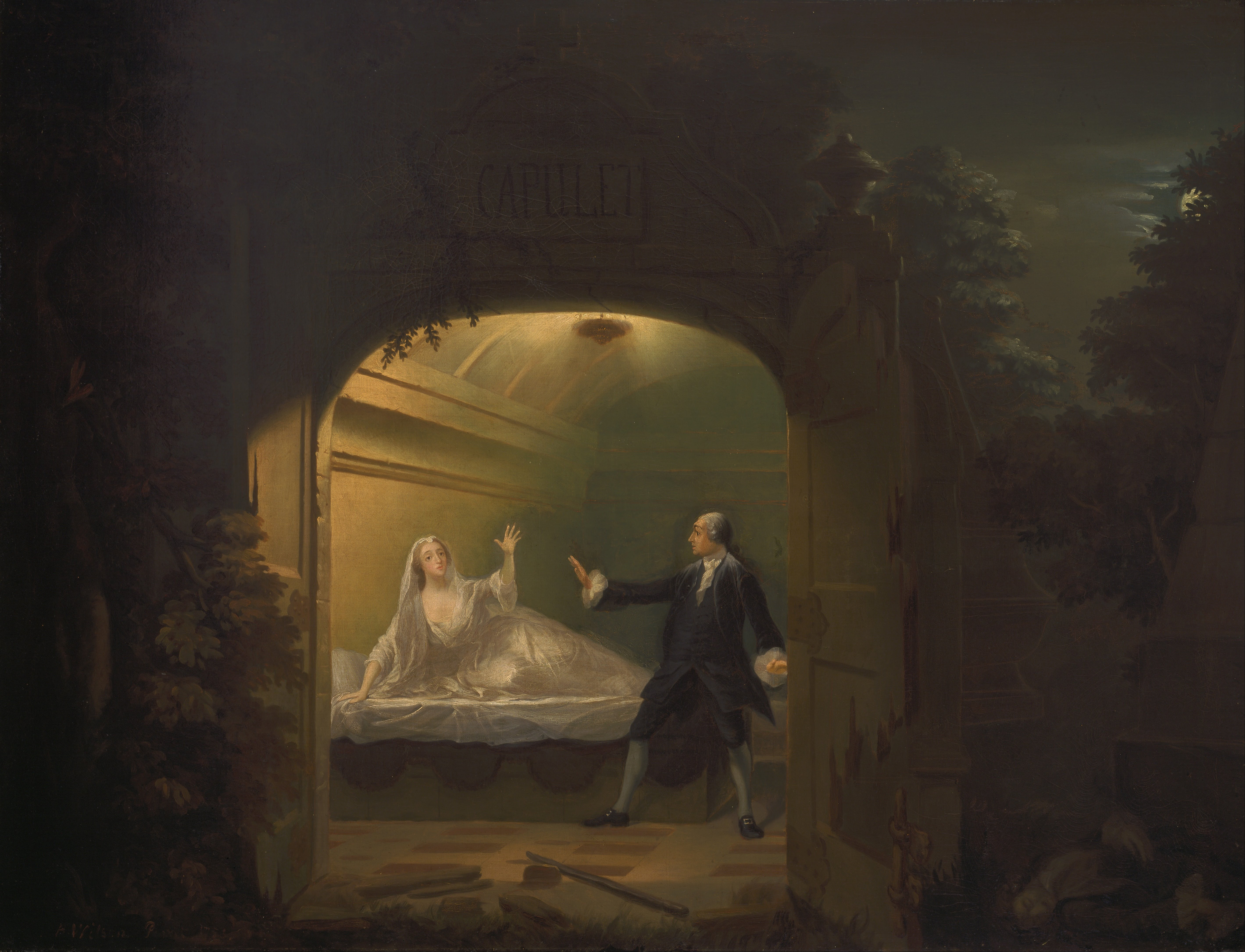
Бенджамин Уилсон. Дэвид Гаррик и Джордж Энн Беллами в «Ромео и Джульетте». 1753

В 1742 году Беллами дебютировала в театре «Ковент-Гарден» в роли мисс Прю («Любовь за любовь» Конгрива). В 1744 году играла роль Монимии («Сирота» Отуэя). С 1745 по 1747 год выступала, вместе с матерью, в Дублине, в театре Смок-Элли (Smock Alley Theatre), где сыграла множество ролей, в том числе в ряде пьес Шекспира и приобрела репутацию одной из наиболее выдающихся трагических актрис. Сезон 1748—1749 года актриса вновь играла в Ковент-Гардене, а в 1750 году дебютировала в «Друри-Лейн» в роли шекспировской Джульетты (Ромео играл Дэвид Гаррик). В тот же вечер в Ковент-Гардене Ромео и Джульетту играли Спрэнджер Барри и Сюзанна Сиббер, и между обеими парами актёров началась своего рода «дуэль», продолжавшаяся на протяжении двенадцати постановок. Когда, в конце концов, Беллами была признана лучшей Джульеттой, чем Сиббер, это стало подлинным триумфом актрисы.
В 1752 году Беллами рассталась со своим предыдущим любовником, Джорджем Метамом и вступила в связь с одним из его друзей, политиком Джоном Калкрафтом. В 1753 году она ушла из Друри-Лейн и вернулась в Ковент-Гарден, где оставалась на протяжении последующих шести лет. С Калкрафтом она заключила контракт, обязывающий его жениться на ней в течение семи лет, и родила от него двоих детей. Однако впоследствии обнаружилось, что Калкрафт уже был женат, и ей пришлось расстаться с ним, обязав его выплатить долг. В 1760—1761 годах она вновь играла в дублинском Смок-Элли, в 1761—1762 — в Ковент-Гардене, а в конце 1762 года заключила трёхлетний контракт с театром в Эдинбурге. Там её партнёром по сцене, а также новым спутником жизни, стал актёр Вест Диггес. Он также был женат, но, несмотря на это, они заключили брак и Диггес, по всей видимости, взял её фамилию. На протяжении нескольких лет они жили вместе, хотя их отношения были весьма бурными и непростыми.
С 1764 по 1770 год Беллами вновь выступала на сцене Ковент-Гардена. Затем её здоровье стало ухудшаться, и она уже не обладала прежней красотой, поэтому в 1771 году театр не стал возобновлять с ней контракт. Уйдя со сцены, Беллами жила вместе с бывшим коллегой по сцене, Генри Вудвордом. Перед смертью в 1777 году Вудворд завещал ей своё имущество. В 1780 году для неё был устроен бенефис в Ковент-Гарден, и Беллами, после десятилетней паузы, вновь вышла на сцену. В 1785 году состоялся её бенефис в Друри-Лейн, и это было последнее выступление актрисы на сцене.
На протяжении нескольких лет Беллами писала мемуары, которые в 1785 году были изданы в шести томах под заглавием «Apology for the Life of George Anne Bellamy, late of Covent Garden Theatre, Written by Herself». Хотя правдивость её повествования о собственной жизни вызывает сомнения, мемуары актрисы представляют интерес для изучения театральной жизни её времени.
Джордж Энн Беллами умерла в Лондоне 16 февраля 1788 года.